# Governanti di Lucca
Questa è una lista dei governanti di Lucca dal 1251 al 1847, quando lo Stato confluì nel Granducato di Toscana.
- Repubblica di Lucca: dal 1119 al 1799;
- Principato di Lucca e Piombino: dal 1805 al 1815;
- Ducato di Lucca, dal 1815 al 1847.

## Repubblica di Lucca (1119-1799)

### Capitani del Popolo
(Antonio Nicolao Cianelli, Dissertazioni sopra la storia lucchese)
- 1251. Bonifazio Giudice di Vallecchia.
- 1252. Orlando.
- 1253. Biggione.
- 1255. Dosso de' Dossi da Ganaceto, Capitano del Popolo e dell'Ordinamento dei Levati.
- 1260. Bonaccorso da Faggiola, o, secondo altri, da Lanciola.
- 1262. Guiscardo da Pietrasanta.
- 1264. Rustichello da Montecatino o Montecatini.
- 1265. Orlandino o Rolandino da Canossa.
- 1266. Lanfranco o Lanfranchino de' Malugelli da Genova.
- 1267. Bonconte.
- 1270. Filippo de Castro.[1]
- 1272. Castellino da Somma o da Castello.
- 1273. Luchetto o Luchino de' Gattarusci da Genova.
- 1274. Bernardo de' Ruffini da Parma. Iacopino de' Griffi da Brescia.
- 1275. Orlandino o Rolandino da Canossa.
- 1276. N. Todelli.
- 1277. Luchetto de Gattarusci.
- 1280. Piero di Falcone.
- 1281. Monaldo de' Monaldeschi.
- 1283. Nello della Pietra de' Pannocchieschi da Siena.
- 1284. Rodolfo di Gentile da Varano.
- 1280. Nicolao d'Uguccione de' Malavolti da Siena.
- 1287. Corrado della Branca.
- 1289. Bellebono o Bellobono de' Guarnieri da Padova.
- 1290. Ramberto
- 1291. Iacopino de' Roffini. Ugolino dom. Upezzini da Sassoferato.
- 1292. Ugolino suddetto. Rainaldo q. Manentis da Spoleto.
- 1293. Rainaldo q. Manentis suddetto. Rainaldo da Montorio.
- 1294. Rainaldo da Montorio suddetto. Bertoldo o Bertuldo de' Guidotti da Bergamo
- 1295. Vecchio de' Mannari da Cremona. Bisaccione da Appignano.
- 1296. Bisaccione suddetto.
- 1297. Vecchio de' Mannari. Carlo dom. Manentis da Spoleto.
- 1298. Carlo suddetto. Ugolino dom. Iohannis da Trievi.
- 1299. Atto da Cornalto.
- 1300. Atto suddetto.
- 1301. Nicolao Cortese da Cremona. Fumo o Fumaiolo Boscoli d'Arezzo.
- 1302. Orlandino de' Putalli da Parma. Manno della Branca.
- 1303. Giliolo de' Putalli da Parma.
- 1304. Giliolo suddetto.
- 1306. Gerardo da Savignano.
- 1307. Iacopo de' Ciozzi da Parma. Fano da Recanati.
- 1308. Simone de' Giacconi da Perugia. Armanno de' Guelfoni da Gubbio.
- 1309. Armanno suddetto. Bernardino Taccoli da Reggio.
- 1311. Cione da Città di Castello.
- 1313. Vanne da Cornazzano.

Nel 1314 Lucca e i suoi domini passarono a Pisa, allora retta da Uguccione della Faggiola, il quale fu esautorato nel 1316. Dal 1316 al 1328 il capitano generale del popolo Castruccio Castracani diventerà signore de facto di Lucca venendone prima proclamato console a vita e, nel 1327, duca.

### Castracani
| Ritratto | Nome                                                   | Regno           | Regno            | Matrimoni                    | Note                                                                                    |
| Ritratto | Nome                                                   | Inizio          | Fine             | Matrimoni                    | Note                                                                                    |
| -------- | ------------------------------------------------------ | --------------- | ---------------- | ---------------------------- | --------------------------------------------------------------------------------------- |
|          | Castruccio Castracani (29 marzo 1281-3 settembre 1328) | 4 novembre 1316 | 3 settembre 1328 | Pina degli Streghi tre figli | Prima Vicario imperiale, poi Capitano generale ed infine Duca Sovrano de facto di Lucca |

Nel 1342 Lucca è nuovamente conquistata da Pisa. Nel 1369 l'imperatore Carlo IV ridefinisce l'assetto dei territori toscani; la repubblica di Lucca si ricostituisce nel 1372.

## Signoria di Lucca (1400-1430)
Il 21 novembre 1400 il Capitano del popolo Paolo Guinigi rovescia il governo repubblicano e si proclama Signore di Lucca.

### Guinigi
| Ritratto | Nome                      | Regno            | Regno          | Matrimoni | Note             |
| Ritratto | Nome                      | Inizio           | Fine           | Matrimoni | Note             |
| -------- | ------------------------- | ---------------- | -------------- | --- | ---------------- |
|          | Paolo Guinigi (1376-1432) | 21 novembre 1400 | 15 agosto 1430 | (1) Maria Caterina Antelminelli nessun figlio (2) Ilaria del Carretto un figlio e una figlia (3) Piacentina da Varano tre figli e due figlie (4) Jacopa Trinci due figlie | Signore di Lucca |

Nel 1430 una rivolta popolare capeggiata da Pietro Cenami e Lorenzo Buonvisi rovesciò il governo di Paolo Guinigi che venne arrestato e morì in carcere a Pavia. Con la caduta di Guinigi la repubblica venne restaurata.

## Principato di Lucca e Piombino (1805-1814)
Nel 1799, a seguito del fallimento delle trattative con la Repubblica Cisalpina, le truppe francesi entrarono a Lucca occupandola e decretando la fine della repubblica. Nel 1805 Napoleone annesse Lucca al neonato Principato di Lucca e Piombino e affidandone il governo alla sorella Elisa Bonaparte e al marito Felice Baciocchi.

### Bonaparte-Baciocchi
| Ritratto | Nome                                             | Regno          | Regno        | Matrimoni                               | Note                             |
| Ritratto | Nome                                             | Inizio         | Fine         | Matrimoni                               | Note                             |
| -------- | ------------------------------------------------ | -------------- | ------------ | --------------------------------------- | -------------------------------- |
|          | Felice Baciocchi (18 maggio 1762-27 aprile 1841) | 23 giugno 1805 | 3 marzo 1814 | Elisa Bonaparte tre figli e una figlia  | Regnò congiuntamente alla moglie |
|          | Elisa Bonaparte (3 gennaio 1777-7 agosto 1820)   | 23 giugno 1805 | 3 marzo 1814 | Felice Baciocchi tre figli e una figlia | Regnò congiuntamente al marito   |

Nel 1814 le truppe britanniche al comando di Lord William Bentinck sbarcarono a Livorno e mossero verso Lucca, costringendo Elisa Bonaparte alla fuga e decretando così la fine del Principato.

## Ducato di Lucca (1815-1847)
Nel 1815 il Congresso di Vienna decise di non restaurare l'antica repubblica e di trasformare Lucca in un ducato, affidandone il governo alla principessa spagnola Maria Luisa di Borbone, ex Regina d'Etruria, ed ai suoi discendenti.

### Borbone di Spagna (1815-1824)
| Ritratto | Nome                                      | Regno         | Regno         | Matrimoni                                    | Note                                     |
| Ritratto | Nome                                      | Inizio        | Fine          | Matrimoni                                    | Note                                     |
| -------- | ----------------------------------------- | ------------- | ------------- | -------------------------------------------- | ---------------------------------------- |
|          | Maria Luisa (6 luglio 1782-13 marzo 1824) | 9 giugno 1815 | 13 marzo 1824 | Ludovico I di Etruria un figlio e una figlia | Infanta di Spagna ed ex regina d'Etruria |

### Borbone di Parma (1824-1847)
| Ritratto | Nome                                             | Regno         | Regno            | Matrimoni                                     | Note                                                   |
| Ritratto | Nome                                             | Inizio        | Fine             | Matrimoni                                     | Note                                                   |
| -------- | ------------------------------------------------ | ------------- | ---------------- | --------------------------------------------- | ------------------------------------------------------ |
|          | Carlo Lodovico (22 dicembre 1799-16 aprile 1883) | 13 marzo 1824 | 17 dicembre 1847 | Maria Teresa di Savoia un figlio e una figlia | Figlio di Maria Luisa di Spagna e Ludovico I d'Etruria |

Il 17 dicembre 1847, alla morte della duchessa di Parma Maria Luigia, Carlo Lodovico ne ereditò il titolo ed il trono e si trasferì nel suo nuovo ducato. Il Ducato di Lucca perse così la sua indipendenza venendo annesso al vicino Granducato di Toscana.